# Vendredi (hebdomadaire, 2008)
Pour les articles homonymes, voir Vendredi (homonymie).
Vendredi était un magazine d'informations français paru pour la première fois le vendredi 17 octobre 2008. Inspiré par différents sites  dont le français betapolitique.fr, le journal a été fondé par Jacques Rosselin avec la participation de Jean-Baptiste Soufron et son rédacteur en chef était Philippe Cohen. Son principe éditorial consistait à publier chaque semaine « les meilleures infos du Net » récoltées sur des blogs.  Sa parution a été suspendue à l'été 2009, après 29 numéros.